# Ken Hisatomi
Ken Hisatomi (久富 賢 Hisatomi Ken?, nacido el 29 de septiembre de 1990 en Saga) es un futbolista japonés que se desempeña como centrocampista.

## Trayectoria

### Clubes
| Club                | País  | Año         |
| ------------------- | ----- | ----------- |
| Yokohama FC         | Japón | 2009 - 2010 |
| Matsumoto Yamaga FC | Japón | 2011 - 2012 |
| Fujieda MYFC        | Japón | 2012 - 2015 |
| Blaublitz Akita     | Japón | 2016 -      |

## Estadística de carrera

### J. League
| Club                | Año   | J. League | J. League | Copa J. League | Copa J. League | Total | Total |
| Club                | Año   | Part.     | Goles     | Part.          | Goles          | Part. | Goles |
| ------------------- | ----- | --------- | --------- | -------------- | -------------- | ----- | ----- |
| Yokohama FC         | 2009  | 6         | 0         | -              | -              | 6     | 0     |
| Yokohama FC         | 2010  | 2         | 0         | -              | -              | 2     | 0     |
| Matsumoto Yamaga FC | 2011  | 0         | 0         | -              | -              | 0     | 0     |
| Matsumoto Yamaga FC | 2012  | 3         | 1         | -              | -              | 3     | 1     |
| Fujieda MYFC        | 2014  | 33        | 2         | -              | -              | 33    | 2     |
| Fujieda MYFC        | 2015  | 35        | 3         | -              | -              | 35    | 3     |
| Blaublitz Akita     | 2016  | 30        | 5         | -              | -              | 30    | 5     |
| Blaublitz Akita     | 2017  | 32        | 10        | -              | -              | 32    | 10    |
| Total               | Total | 141       | 21        | 0              | 0              | 141   | 21    |